# 矢野進
矢野 進（やの すすむ、旧姓：青木、1937年11月26日 - 2022年2月11日）は、日本中央競馬会 (NCK/JRA) に所属した騎手、調教師。調教師時代の所属場は中山競馬場、次いで美浦トレーニングセンター北。調教師矢野幸夫は師匠で養子縁組をし矢野姓になった。

## 来歴
栃木県出身。1953年、中山競馬場・矢野幸夫厩舎に騎手見習いとして入門し、1957年、騎手免許を取得し正騎手となった。同年7月12日に福島競馬場でのデビュー戦で、史上4人目となる初騎乗初勝利を挙げた。しかしその後は顕著な成績を挙げることなく、1971年に騎手を引退、同厩舎所属のまま調教助手となった。騎手成績は通算943戦103勝・重賞勝利なし。
1973年に調教師免許を取得。1975年に独立し、中山競馬場で矢野進厩舎を開業した。開業初年度は15勝を挙げ、1年目から厩舎関係者表彰の一部門である調教技術賞（関東）を受賞。1977年春にバローネターフが東京障害特別を制し重賞を初勝利、1984年にはスクラムダイナが朝日杯3歳ステークスを制し、GI競走初勝利を挙げた。
調教師としては開業当初から1990年代前半まで、社台グループ生産馬の関東における主戦厩舎の一を担い、障害競走の名馬である前述のバローネターフ、希代の穴馬として知られたGI競走2勝のギャロップダイナ、1980年代を代表する牝馬に数えられるダイナアクトレスなど、同グループ生産の名馬を数々管理した。1986年にはギャロップダイナでヨーロッパ遠征も行っている。
しかし2000年代からは華々しい活躍を示すことはなくなり、2008年2月に定年により調教師を引退した。引退当日には、2000年代唯一で最後の重賞優勝管理馬となったエフティマイアがクイーンカップに出走し6着となっている。その後所属馬は鹿戸雄一厩舎（のちにジャパンカップを勝つスクリーンヒーローを含む）、松山将樹厩舎などに分散して引き継がれた。
2022年2月11日、病気のため死去。84歳没。訃報は5日後の2月16日になって明らかにされた。

## 通算成績
※調教師としての成績のみ記載する。
| 通算成績 | 1着 | 2着 | 3着 | 4着以下 | 出走回数 | 勝率 | 連対率 |
| -------- | --- | --- | --- | ------- | -------- | ---- | ------ |
| 平地     | 466 | 453 | 431 | 3,893   | 5,243    | .089 | .175   |
| 障害     | 66  | 54  | 48  | 194     | 362      | .182 | .331   |
| 計       | 532 | 507 | 479 | 4,087   | 5,605    | .095 | .185   |

- 初出走 1975年3月4日ダイトバロン（8着）
- 初勝利 1975年3月21日マッケンレー（のべ5頭目）
- 全国最高2位（1984年・36勝）
- 重賞競走36勝・うちGI級競走9勝（中山大障害含む）

### 表彰
- 調教技術賞（関東）
  - 1975年、1977年、1978年、1979年
- 優秀調教師賞（関東）
  - 1983年、1984年

## おもな管理馬
- バローネターフ（1977年中山大障害・春、中山大障害・秋、東京障害特別・春、東京障害特別・秋、1978年中山大障害・秋、1979年中山大障害・春、中山大障害・秋）[1]
- モデルスポート（1978年牝馬東京タイムズ杯、ダービー卿チャレンジトロフィー）
- サンオーイ（1984年札幌記念2着など）
- ダイナマイン（1984年新潟記念、牝馬東京タイムズ杯）
- ダイナシュート（1984年新潟3歳ステークス、京成杯3歳ステークス、1987年七夕賞）
- スクラムダイナ（1984年朝日杯3歳ステークス）[1]
- ダイナアクトレス（1985年函館3歳ステークス、1987年京王杯オータムハンデキャップ、毎日王冠、1988年スプリンターズステークス、京王杯スプリングカップ）[1]
- ギャロップダイナ（1985年天皇賞（秋）、1986年東京新聞杯、安田記念）[1]
- スルーオダイナ（1988年ステイヤーズステークス、1989年ダイヤモンドステークス、ステイヤーズステークス、1990年ダイヤモンドステークス）
- ステージチャンプ（1993年青葉賞、1994年日経賞、1995年ステイヤーズステークス）[1]
- ブロードマインド（1993年東京障害特別・秋、中山大障害・秋、1994年東京障害特別・春、中山大障害・春）
- マイネルプラチナム（1998年札幌3歳ステークス、1999年若葉ステークス）
- シルクガーディアン（1999年ラジオたんぱ賞）
- エフティマイア（2007年新潟2歳ステークス）
- スクリーンヒーロー
- スリリングサンデー（種牡馬）